# Álvaro Suárez Valdés y Rodríguez San Pedro
Álvaro Suárez Valdés y Rodríguez San Pedro   (Grado, 21 de novembre de 1840 - Gijón, 4 de març de 1917) fou un militar asturià, senador per dret propi i Capità general de les Illes Balears.
Estudià a l'Acadèmia d'Infanteria de Toledo, d'on va sortir amb el grau de tinent. En 1860 fou destinat a Cuba, d'on va marxar cap a Mèxic acompanyant Joan Prim i Prats en l'expedició francesa que va imposar Maximilià I de Mèxic. Després va participar en l'annexió de Santo Domingo i en 1872, ja ascendit a comandant, va combatre a la tercera guerra carlina. Després fou destinat a Puerto Rico i després novament a Cuba, on va lluitar a la Guerra dels Deu Anys. En 1887 fou nomenat governador civil i militar de Santiago de Cuba, i després governador militar d'Oviedo. Fou elegit diputat pel districte de Pravia a les eleccions generals espanyoles de 1891 i pel de Matanzas (Cuba) a les eleccions generals espanyoles de 1893.
En 1893 fou ascendit a general i en 1895 fou destinat novament a Cuba, comandant una columna a Sancti Spiritus on hi va estar com a testimoni Winston Churchill. En 1896 ascendí a tinent general i en 1897 fou nomenat Capità general de les Illes Balears. Després seria nomenat senador per dret propi des de 1912 fins a la seva mort.